# Xoloango
Xoloango är en ort i Mexiko.   Den ligger i kommunen Huitzilan de Serdán och delstaten Puebla, i den sydöstra delen av landet, 160 km öster om huvudstaden Mexico City. Xoloango ligger 1 306 meter över havet och antalet invånare är 121.
Terrängen runt Xoloango är kuperad österut, men västerut är den bergig. Runt Xoloango är det ganska tätbefolkat, med 65 invånare per kvadratkilometer. Närmaste större samhälle är Zacapoaxtla, 13,8 km öster om Xoloango. I omgivningarna runt Xoloango växer i huvudsak städsegrön lövskog.